# Thuiaria alternitheca
Thuiaria alternitheca is een hydroïdpoliep uit de familie Sertulariidae. De poliep komt uit het geslacht Thuiaria. Thuiaria alternitheca werd in 1893 voor het eerst wetenschappelijk beschreven door Levinsen. 